# Ghost9
Ghost9 (cách điệu: GHOST9; tiếng Hàn: 고스트나인) là một nhóm nhạc nam Hàn Quốc gồm 7 thành viên dưới trường Maroo Entertainment.

## Lịch sử

### 2019: Nhóm nhỏ Teen teen
Vào ngày 18 tháng 9 năm 2019, nhóm nhỏ Teen teen đã debut với single đầu tay là Very, on top. Các thành viên trong nhóm nhỏ này bao gồm  Lee Jin Woo, Lee Tae Seung và Lee Woo Jin.

### 2020: Chính thức debut với Ghost9
Vào ngày 27 tháng 8, OSEN đưa tin rằng Maroo đã hoàn thành việc chuẩn bị cho sự ra mắt của nhóm nhạc nam mới vào tháng 9. Cơ quan đã xác nhận tin tức, nói rằng nhóm sẽ bao gồm chín thành viên bao gồm các thành viên của nhóm nhỏ Teen teen.
Vào lúc 12 giờ sáng (giờ Hàn Quốc) ngày 1 tháng 9, một video chứa logo của nhóm đã được phát hành trên kênh YouTube của họ, tiết lộ tên chính thức của nhóm là Ghost9.
Vào ngày 23 tháng 9 năm 2020, họ đã ra mắt vào 23 tháng 9 năm 2020 với mini album đầu tay mang tên Pre Episode 1: Door.

### 2021: Series "Now" và thay đổi đội hình
Ghost9 quay trờ lại với EP Now: Where We Are Here vào 11 tháng 3 với single Seoul.
Vào 3 tháng 6, Ghost9 quay trở lại với EP Now: When We Are in Love
Vào 5 tháng 9, công ty chủ quản thông báo rằng Hwang Dong-jun và Lee Tae-seung đã rời nhóm.

## Thành viên
| Tên                     | Vị trí                           | Năm(s) hoạt động |
| ----------------------- | -------------------------------- | ---------------- |
| Shin (신)               | Nhảy chính, Vocalist             | 2020–nay         |
| Son Jun Hyung (손준형)  | Hát dẫn, Nhảy chính              | 2020–nay         |
| Choi Jun Seong (최준성) | Hát chính, Nhảy chính            | 2020-nay         |
| Lee Kang Sung (이강성)  | Rapper, Nhảy dẫn                 | 2020–nay         |
| Prince (프린스)         | Vocalist, Nhảy dẫn               | 2020–nay         |
| Lee Woo Jin (이우진)    | Vocalist                         | 2020–nay         |
| Lee Jin Woo (이진우)    | Rapper, Nhảy dẫn, Hát phụ, Em út | 2020–nay         |
| Cựu thành viên          |                                  |                  |
| Hwang Dong Jun (황동준) | Hát chính, Rapper                | 2020-2021        |
| Lee Tae Seung (이태승)  | Hát dẫn                          | 2020–2021        |

## Danh sách bài hát
| Tiêu đề             | Thông tin album | Thứ hạng cao nhất | Doanh số |
| ------------------- | --------------- | ----------------- | -------- |
| Pre Episode 1: Door |                 |                   |          |